# Mutterschieder Martinsmühle

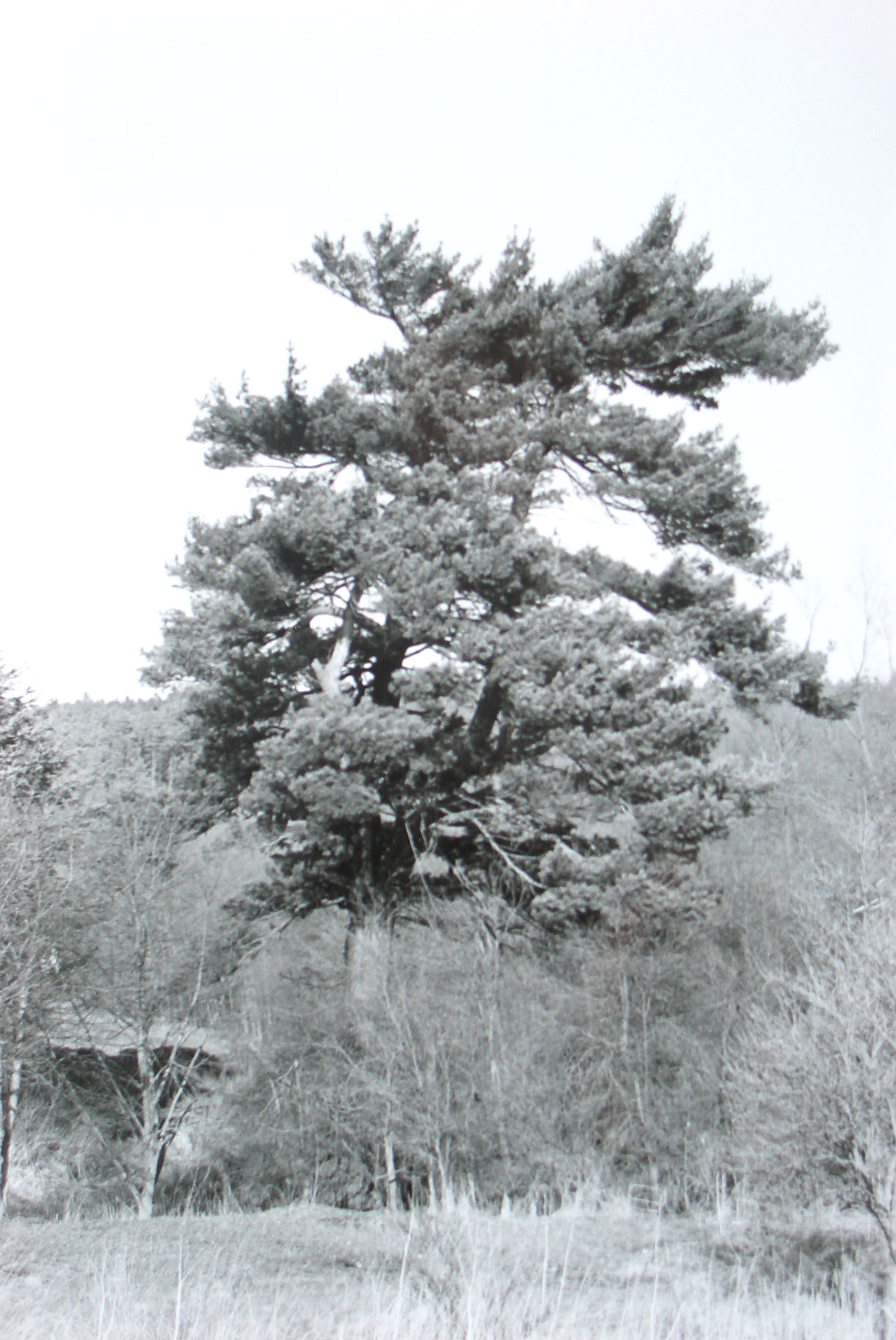
Schwarzkiefer am Mühlenteich, Martinsmühle Mutterschied 1985

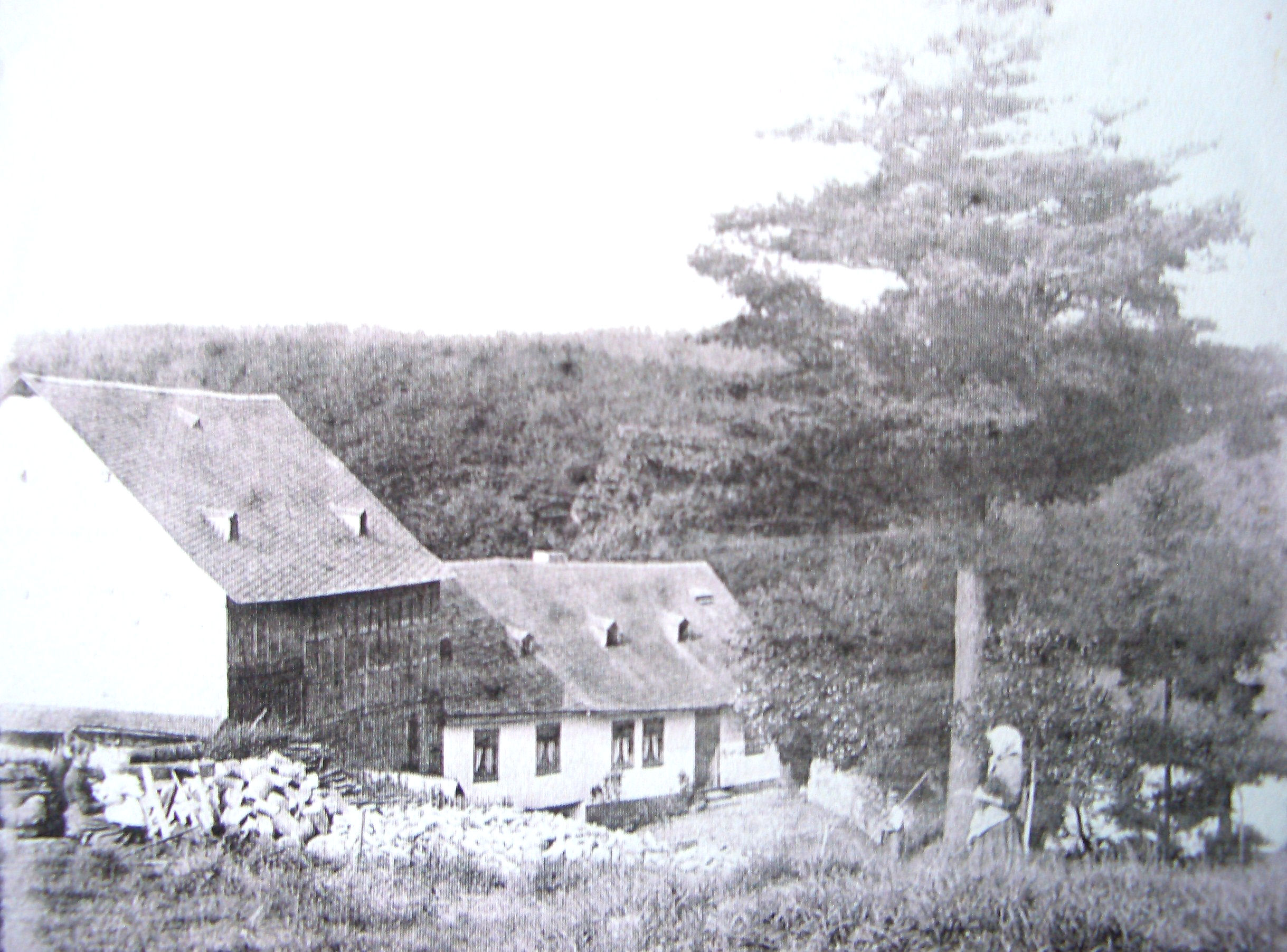
Martinsmühle von Westen Foto von 1910, Im Vordergrund „Paule Änni“ die letzte Bewohnerin, rechts hinter ihr der Mühlenteich

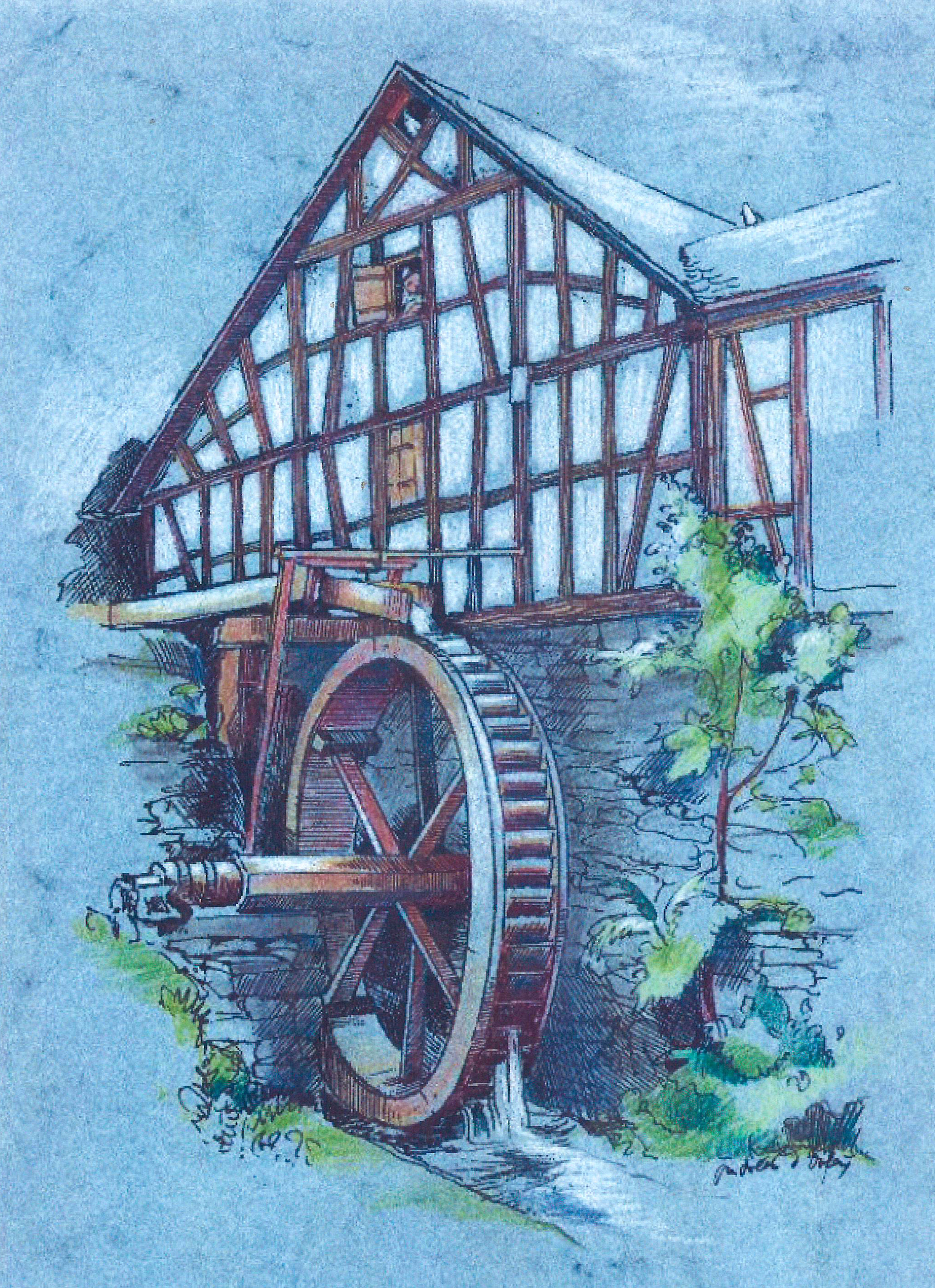
Martinsmühle Mutterschied Wasserrad, Rekonstruktion von Andreas d´Orfey, 2010, nach eigenen Skizzen von 1977, vor dem Einsturz der Mühle

Die Martinsmühle war eine historische Mühle in Mutterschied im Hunsrück. Sie wurde 1841 von dem Müller Paul Martin erbaut und hieß daher auch Paule Miehl, eine bis heute gebräuchliche Bezeichnung. Der Ort, wo die Mühle stand, ist heute bewaldet. Nichts erinnert mehr an die Mutterschieder Mühle und den Streit um sie.

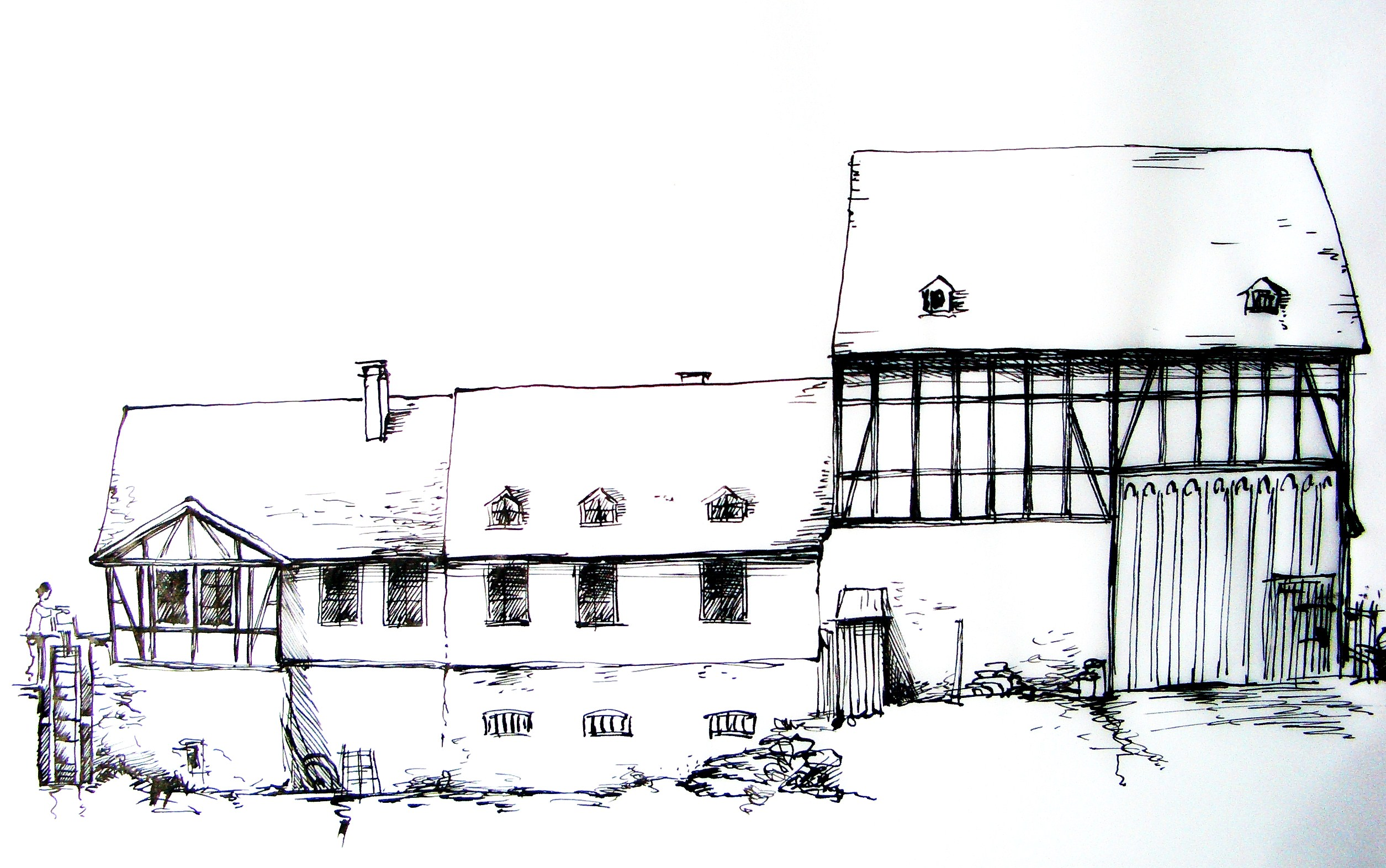
Martinsmühle Mutterschied Ansicht von Nord-Osten

## Historischer Hintergrund
In der französischen Zeit wurde 1811 das Bannrecht abgeschafft, das die Bauern auf eine, von Landesherrschaft vorgegebene, Mühle verpflichtete. Der Hunsrück wurde zwar nach dem Wiener Kongress preußisch, das Königreich Preußen hatte jedoch, durch die Reformen des Freiherrn vom Stein, bereits 1810 den Mühlenbann abgeschafft. Jedermann durfte nun ungebunden mahlen lassen, wo und bei wem er wollte.
Auf bis zu 800 Mühlen schätzt man am Beginn des 20. Jahrhunderts die Anzahl der Mühlen im gesamten Hunsrück. Auch im Simmerbachtal lagen zahlreiche Mühlen. Jedes Dorf hatte mindestens eine Getreidemühle. Sie lagen am Simmerbach oder an den hinzu fließenden Bächen. Bekannt ist die Eselsmühle (Hammese Miehl genannt) von Altweidelbach, die in einem Seitental gelegene Wahlbacher Fuchsmühle, die Weißmühle (=Weizenmühle) in Pleizenhausen, oder die Klumpenmühle bei Bergenhausen. Viele Mühlen sind heute verschwunden und nur die verschütteten Mühlenteiche weisen noch auf die Mühle hin, so die Mutterschieder Martinsmühle im Rinkenbachtal und die Mutterschieder Gesellschaftsmühle. 

### Neubau an der alten Mühle
Eine 1816 begonnene Liste mit Bürgern von Mutterschied nennt den Müller: „…1828 am 24ten April Paul Martin in die Gemeinde gethan…“. Am 10. April 1841 erschien im Öffentlichen Anzeiger der Königlichen Regierung in Koblenz eine Anzeige mit dem Aufruf zum Widerspruch:
„Der Paul Martin beabsichtigt auf seinem Eigenthume im Distrikt „bei der alten Mühle“ an der Rünkenbach, im Banne Mutterschied und zwar auf der Parzelle Flur VII. Nro 271, eine oberschlächtige Mühle zu erbauen, und das zum Betriebe nöthige Wasser mittels eines Teiches aus dem Rünkenbach zu entnehmen. Alle diejenigen, welche durch diese Anlage ihre Rechte verletzt glauben, werden hiermit eingeladen, ihre desfälligen Einsprüche in einer peremtoischen Frist von drei Wochen hier anzumelden. Simmern, den 21. März 1841. Der Bürgermeister Thüring“.
Der Flurname An der alten Mühle weist auf einen Standort, an dem bereits eine Mühle bestanden hatte, sicher eine alte pfälzische (simmerische) Bannmühle, die, so wird vermutet, wohl auch noch Bestand hatte. Aus jener Zeit sind alle Berichte verloren. Das Mutterschieder Berichtsbuch von 1797 beschreibt: Soldaten der französischen Armee „zerrissen und vernichteten“ alle Gerichtsbücher „vor Martini 1795“. Mit Datum vom 12. November 1842 ist im Landesarchiv Koblenz die Inspektion der neuen Mühlenanlage durch den Königlichen Bauinspektor Lassaux erhalten. Der Plan beschreibt, dass der Mühlenteich Wasser vom Rinkenbach abzweigt und oberhalb des Bachlaufes etwa 500 m weit in ein Sammelbecken führt. Von dort wurde das Wasser über eine hölzerne Rinne zum Mühlrad geleitet. Die Mühle mit dem Radschacht war ca. 15 Meter vom Teich entfernt und lag um einiges unter dem Wasserspiegel. So konnte das Wasser von oben in das Wasserrad geleitet werden (oberschlächtiges Wasserrad).
Der Kanal und das Sammelbecken sind in der Landschaft bis heute noch kenntlich. 2001 war der Radschacht aus Schieferbruchstein noch so gut erhalten, dass man auf die Maße des Wasserrades schließen konnte. Das Mühlrad hatte demnach einen Durchmesser von ca. vier Metern. Ein zeitnah, 1840, entstandenes, gleich großes oberschlächtiges Wasserrad aus dem rechtsrheinischen Hessen, läuft heute im Deutschen Museum in München. Der Wasserzulauf wird auf 50 Liter pro Sekunde eingestellt. Damit erreicht man eine Leistung von 1,3 Kilowatt. Um den Mahlbetrieb zu gewährleisten, braucht es also eine Wassermenge von 180.000 Liter in der Stunde. Jede Unwucht könnte das empfindliche Mahlwerk oder auch das Wasserrad zerstören. Deshalb ist auch die Drehbewegung des Rades recht langsam, ein Umlauf dauert ca. 20 Sekunden. Das Gewicht eines solch großen Rades beträgt im Nasszustand leicht 1000 kg.

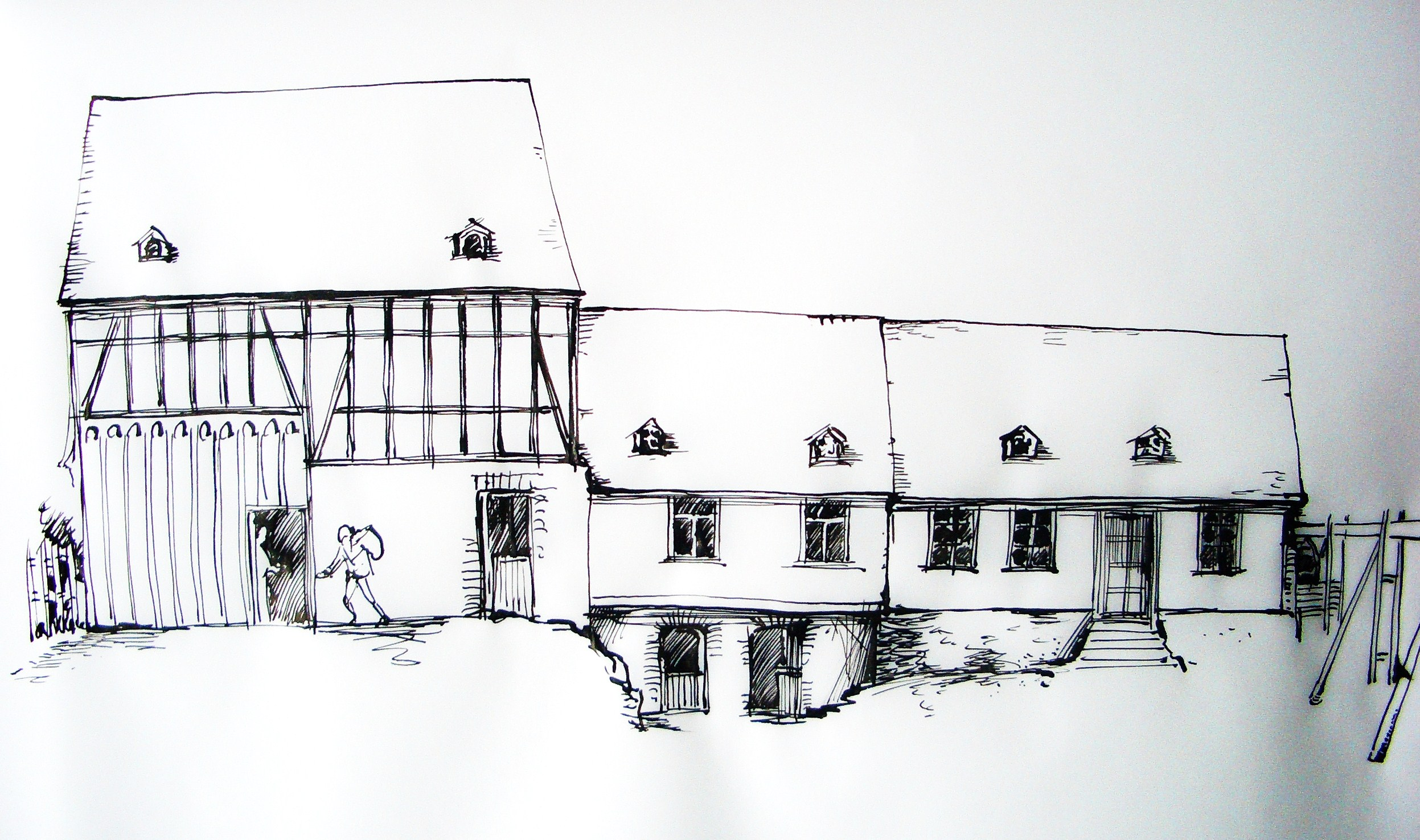
Martinsmühle Mutterschied Ansicht von Süd-Westen

### Mühlenstreit 1854
12 Jahre nach der Neuanlage der Martinsmühle gründeten Bauern aus Mutterschied unter der Leitung von Peter Paul Auler eine Genossenschaft mit dem Ziel, eine Mahl-Mühle zu erbauen und genossenschaftlich zu betreiben. Zunächst musste der Rat der Gemeinde befragt werden, denn ohne Hilfe von der Gemeinde Mutterschied hätte das Projekt nicht ausgeführt werden können. Das Sitzungsprotokoll vom 22. März 1853 ist in den Berichtsbüchern der Gemeinde erhalten. Geleitet wurde die Sitzung von Peter Joseph Rottmann, dem zuständigen Bürgermeister von Simmern, die Dörfer waren zu der Zeit noch nicht alle selbstständig. Die Gesellschaft (wie sie sich hier nennt) fragt die Räte an, um Land und um die Erlaubnis im Mutterschieder Steinbruch, Steine brechen zu dürfen. Der Gemeinderat wies der Gesellschaft Land im Distrikt Herzefeld (Flur VII) zu. Um zu verhindern, dass die Genossen dem Paul Martin das Wasser abgraben, legten sie ein geringeres Maß als wohl ursprünglich geplant, nämlich „nur 17 Zoll“ (44,46 cm, 1 preußisches Zoll = 2,615 cm) für die Breite des Mühlenteiches fest. Paul Martins fürchtete dennoch, dass die Genossen zu viel Wasser entnehmen könnten und es zu Störung seines Mühlenbetriebes kommen könnte.
Die Planung und Ausführung der Gesellschaftsmühle wurde deshalb von Simmern und Koblenz genau beobachtet. Bei der Bauabnahme durch den Kreisbaumeister stellte sich heraus, dass man sich nicht genau an die Vorgaben gehalten hatte. Der Königliche Baumeister des Kreises Simmern, Bormann, stellt am 13. Mai 1854 fest: „…dass das Wehr nicht an der im Plan vorgesehenen Stelle, sondern 21 Ruthen (1 preußische Rute = 3,76 m, also 78,96 m) davon entfernt, auch um ½ Fuß (1 preußischer Fuß = 31,385 cm, also ca. 15,7 cm)höher, als vorgesehen...“
Am 6. Juni 1854 erhob Martin Einwände wegen der Höhe und der baulichen Beschaffenheit der Wehre. Erneut musste ein genauer Plan vorgelegt werden. Die Legende lautet: „Situations und Nivellements Plan über den avisierten und ausgeführten Neubau einer Mahl Mühle auf dem Banne von Mutterschied, oberhalb der Mühle des Paul Martin, durch Peter Paul Auler und Genossen alle aus Mutterschied. Aufgenommen und gezeichnet von Chr. Huhn Wertmeister in Cülz im August 1854.“ Nach der Vorlage der neuen Pläne erfolgte eine Baubesichtigung mit folgendem Ergebnis: „…Mutterschieder Gesellschaftsmühle den 18ten Juni 1855. Die Anlage entspricht nicht den Plänen. Anwesend ist der kontrollierende Königliche Baumeister des Kreises Simmern Bormann und die Genossen: Peter Paul Auler, Michael Litger, Friedrich Jacob Ludwig, Paul Braun, Müller, Christoph Herman, Martin Dupont, Adam Kist…“. Die Gebührenrechnung der Königlich Preußischen Regierung folgte am 13. Juli 1855: „Der Kreisbaumeister Bormann zu Simmern hat uns mit Verhandlungen über die am 18then vom Monat statt gehabte Setzung eines Merkpfahls an der Mühle des Peter Paul Auler und Genossen zu Mutterschied; auch die Liquidation der Gebühren eingereicht, welche ihn für die 2te Untersuchung dieser Mühle zustehen. Nachdem solche revidiert und 2 f 20 Sgl (2 Taler, 20 Silbergroschen) festgestellt worden ist, laßen wir ihnen dieselbe anliegend unter Bezugnahme auf unsere Verfügung v. 23ten November vergangenen Jahres A II N 1946 mit der Weisung zu gehen, dem P. Auler und Genossen die Zahlung auszugeben und den H. Bormann von der Zahlungsafforderung in Kenntnis zu setzen. Königliche Regierung Abthlg A“.
Nachdem der Kreisbaumeister zum zweiten Male feststellten musste, dass anders gebaut worden war als geplant, wurde die Anlage nicht genehmigt; die Gesellschaftsmühle ging also nie in Betrieb. In der Hunsrücker Zeitung erschien 24 Jahre nach der oben genannten Gemeinderatssitzung folgende Meldung: „Mühlenversteigerung, Montag, den 5. November Mittags 1 Uhr wird bei Jacob Gutenberger die Gesellschaftsmühle nebst Bau, Mahlwesen, Mahlsteinen und Kasten gegen Zahlungsausstand versteigert. Sämtliche Gegenstände sind noch in gutem Zustande. Mutterschied, den 17. Oct. 1877. Die Mühlengesellschaft.“